# Isolona madagascariensis
Isolona madagascariensis (A.DC.) Engl. – gatunek rośliny z rodziny flaszowcowatych (Annonaceae Juss.). Występuje endemicznie na Madagaskarze. 

## Morfologia
PokrójZimozielone drzewo. Kora ma czarniawą barwę.
LiścieMają podłużnie lancetowaty kształt. Mierzą 13 cm długości oraz 4–5 cm szerokości. Są skórzaste. Nasada liścia zbiega po ogonku. Blaszka liściowa jest o spiczastym wierzchołku. Ogonek liściowy jest nagi i dorasta do 2–5 mm długości.
KwiatySą pojedyncze, rozwijają się w kątach pędów lub bezpośrednio na pniach i gałęziach (kaulifloria). Płatki mają owalny kształt z ostrym wierzchołkiem.